# Ruaidri mac Cathail Ruaid Ua Conchobair
Ruaidri mac Cathail Ruaid Ua Conchobair  (tué le 23 février 1316)  est brièvement roi de Connacht de 1315 à 1316.

## Origine
Ruaidri mac Cathail Ruaid, appartient au Clan Muircheartaigh Uí Conchobhair, la lignée issue de Muirchertach Muimnech († 1210); un fils cadet de Toirdelbach Ua Conchobair «  Ard ri Erenn co fressabra » c'est-à-dire « Haut-roi en opposition ». Il est le 3e fils de Cathal Ruaid mac Conchobair Ruaid (mort en 1293) 

## Règne
Il réussit à s'imposer sur le trône de Connacht en 1315 face au jeune Felim mac Aeda Ua Conchobair. L'année suivante une grande armée est rassemblée par Felim Ua Conchobair, son allié  Richard de Berminghan seigneur d'Athenry nommé « Mac Feorais » par les irlandais., et les anglais de l'ouest du Connacht et marchent vers Tochar-mona-Coinneadha. Ruaidri Ua Conchobair, roi de Connaught, vient à leur rencontre avec l'ensemble de ses forces et lors du combat il est défait et tué avec  Dermot Gall Mac Dermot, seigneur de Moylurg, Cormac Mac Keherny, Chef des Ciarraighe, et beaucoup d'autres chefs de ses  Gallowglass et de ses partisans,

## Postérité
Les Annales de Connacht notent la mort de son fils Tadg mac Ruaidri fils de Cathal Ruad Ua Conchobair en 1374 

## Sources
- (en) T.W Moody, F.X. Martin, F.J. Byrne A New History of Ireland IX Maps, Genealogies, Lists. A companion to Irish History part II . Oxford University Press réédition 2011  (ISBN 9780199593064). « O'Connors Ó Conchobhair Kings of Connacht 1183-1474 » p. 223-225 et généalogie n°28 et 29 (a)  p. 158-159.
- (en) Richard Killen, A Timeline of Irish History, Dublin, Gill & Macmillan, 2003 (ISBN 07171-3484-9).
- (en) Goddard Henry Orpen Ireland under the Normans Oxford at the Clarendon Press, 1968, vol. I à vol. IV